# 모진
모진(毛晋, 1599년 ~ 1659)은 중국 소주 상숙현 사람으로 초명은 봉포(鳳苞)였다가 뒤에 '진'으로 개명하였으며, 자는 자진(子晉), 자구(子久)다. 호는 잠재(潛在), 은호(隱湖), 독례재(讀禮齊), 독소거사(篤素居士)였으며, 거처의 이름을 녹군정(綠君亭), 급고각(汲古閣)이라 하였다.
강소(江蘇)의 상숙(常熟) 곤승호(昆承湖) 칠성교(七星橋) 사람이다. 명(明) 말기의 장서가로 급고각을 지어 수많은 고서를 간행해 냄으로써 세상에 이름을 남겼다.

## 생애
모진은 명 만력 27년(1599년) 정월 5일에 태어났다. 일찍이 학자 전겸익(錢謙益)을 스승으로 배웠고, 13세에 제생(諸生)이 되었으며 26세에 박사제자원(博士弟子員)으로 선발되었으나 과거에 합격하지 못하고 실의에 빠졌다. 이후 모진은 평생 벼슬하지 않고 수재의 신분으로 학문에 전념했다.
상숙 모씨는 상숙현의 대지주 집안으로, 집안에는 8만 4천여 권에 달하는 책들이 소장되어 있었는데 모두 송(宋), 원(元) 시대의 각본으로 우수한 선본이었으며, 급고각(汲古阁)과 목경루(目耕楼)를 지어 이를 소장하고 있었다. 모진은 《십삼경》(十三经), 《십칠사》(十七史), 《진체비서》(津逮秘书), 《육십충곡》(六十种曲) 등의 책을 교감하고 판각하여 널리 유포했고, 이는 역대 중국의 사설 출판업자 가운데서는 으뜸가는 것이었다.
명나라 말기인 1628년부터 청나라 초기에 걸쳐 약 40년간에 걸쳐 모진은 자신이 소장한 고서를 전각(傳刻)하여 널리 보급하는 데에 힘썼다. 이 기간에 600여 종의 책을 발간했는데, 당시 세상에서 모각본(毛閣本) 또는 급고각본(汲古閣本)으로 불렸다. 특히 희귀한 책을 필사하는 것을 좋아하였는데, 이렇게 필사된 책을 후세에는 모초(毛钞)라 불렸다.
생애 모진이 소장한 도서는 84,000책에 달했다고 전하며, 급고각에서 출판한 서적도 경사(經史)와 사곡, 소설, 필기류를 포함하여 600여 종에 달한다. 모진의 출판 및 장서 공간은 당대에도 명성이 자자하여, 주이준의 《정지거시화》(靜志居詩話)에서는 모진을 두고 "희귀본을 소장하는 것을 좋아하는 성격으로, 중년에 와서는 오경과 십칠사, 그리고 시와 사 및 희곡의 극본과 당송 시기와 금원 시기의 별집과 패관에 해당하는 소설에 이르기까지 출판하지 않은 것이 없었다. 그가 여러 지역을 통틀어 도서의 수집에 들인 공은 매우 크다고 정평이 나있다."라고 하였으며, 육세의(陸世儀)는 증모자진(贈毛子晋)이라는 시를 지어 급고각의 모습에 대하여 “높은 장서각에는 성 백 개를 두를 만한 서적이 소장되어 있는데 (중략) 휘장을 걷으니 물빛이 궤안에 아른거리고 그 서가들이 마치 물에 떠 있는 듯하며, 난산과 어우러진 풍경이 처마 기둥을 비추네. 변하고 변하는 세상에서 어찌 자문해야 하는지 봉우리를 감아 도는 생황 소리에 달도 함께 비춘다."(《부정시집》)라고 그 모습을 시로 읊었다. 
이러한 그의 출판 활동은 당시의 관각(官刻)이나 서방(書坊)을 능가하는 것으로 명대 출판사에서 가장 뛰어난 업적으로 평가받는다. 저서로 《모시육소광요》(毛時陸疎廣要), 《소미지림》(蘇米志林), 《해우고금문원》(海虞古今文苑), 《모시명물고》(毛詩名物考). 《명시기사》(明時紀事), 《사원영화》(詞苑英華) 등이 있다.
모진은 평생에 걸쳐 책을 찍어내는 일에 힘썼다. 그가 판각해 펴낸 《십삼경》, 《십칠사》 뒷면에는 “回首丁卯至今三十年，卷帙從衡，丹黃紛雜，夏不知暑，冬不知寒，晝不知出戶，夜不知掩扉，迄今頭顱如雪，目睛如霧，尚不休者，惟懼負吾母讀盡之一言也。”라고 쓰여 있다.
만년에 모진은 그의 아들 모의(毛扆)에게 “내가 먹고 입는 것도 아껴가면서 정신없이 서적 출판에 온 힘을 쏟아 지금은 서판이 10만 판에 달하게 되었다. 이것도 적다고야 할 수 없겠지만, 내 생각에 이것도 전해지는 서적들 중에서 보자면 아직 10분에 1도 미치지 못한다"(吾縮衣節食, 遑遑然以刊書爲急務, 今板逾十萬, 亦云多矣. 竊恐秘冊流傳者, 尙十不及一也)라는 말을 남겼다고 한다.

## 가족
모진에게는 다섯 아들이 있었다. 모양(毛襄), 모포(毛褒), 모곤(毛袞), 모표(毛表), 모의(毛扆)이다. 막내아들 모의 역시 아버지의 가업을 이어받아 책을 찍어내는 일을 했다.

## 같이 보기
- 급고각
- 천일각